# Ga Gochon (Gimpo)
Ga Gochon (Tiếng Hàn: 고촌역, Hanja: 高村驛) là ga tàu điện ngầm của Tuyến Gimpo Goldline nằm ở Singok-ri, Gochon-eup, Gimpo-si, Gyeonggi-do.

## Lịch sử
- 20 tháng 6 năm 2016: Tên ga được xác nhận là Ga Gochon[1]
- 28 tháng 9 năm 2019: Bắt đầu hoạt động

## Bố trí ga
| ↑ Pungmu                |
| \| W/B                  |
| Sân bay Quốc tế Gimpo ↓ |

| Hướng Tây  | ●Tuyến Gimpo Goldline | ← Hướng đi Yangchon                |
| Hướng Đông | ●Tuyến Gimpo Goldline | → Hướng đi Sân bay Quốc tế Gimpo → |

## Xung quanh nhà ga
- Trường tiểu học Gochon
- Trung tâm phúc lợi hành chính Gochon-eup
- Bưu điện Gochon
- Trung tâm An toàn Gochon 119
- Đồn cảnh sát Gochon
- Trường trung học cơ sở Gimpo Singok
- Công viên khu phố Gochon
- Trường tiểu học Singok